# Episodi di Carter (serie televisiva) (prima stagione)
La prima stagione della serie televisiva Carter, composta da 10 episodi, è stata trasmessa in prima visione assoluta in Canada su CTV Drama Channel dal 15 maggio 2018 al 17 luglio 2018.
In Italia la stagione è andata in onda su Sky Investigation, canale a pagamento della piattaforma satellitare Sky, dal 21 settembre al 19 ottobre 2021.
| nº | Titolo originale                 | Titolo italiano            | Prima TV Canada | Prima TV Italia   |
| -- | -------------------------------- | -------------------------- | --------------- | ----------------- |
| 1  | Koji the Killer                  | Koji l'assassino           | 15 maggio 2018  | 21 settembre 2021 |
| 2  | The Astronaut & The Lion King    | L'astronauta e il Re Leone | 22 maggio 2018  | 21 settembre 2021 |
| 3  | The Farmhand Who Bought the Farm | Una scrivania per Carter   | 29 maggio 2018  | 28 settembre 2021 |
| 4  | Harley's Got a Gun               | Pistole da duello          | 5 giugno 2018   | 28 settembre 2021 |
| 5  | Pig, Man, Lion                   | Pigmalione                 | 12 giugno 2018  | 5 ottobre 2021    |
| 6  | The Flood                        | Matrimonio esplosivo       | 19 giugno 2018  | 5 ottobre 2021    |
| 7  | Kiki-Loki                        | Kiki-Loki                  | 26 giugno 2018  | 12 ottobre 2021   |
| 8  | Voiceover                        | Omicidio in diretta        | 3 luglio 2018   | 12 ottobre 2021   |
| 9  | Happy Campers                    | Campeggio col morto        | 10 luglio 2018  | 19 ottobre 2021   |
| 10 | The Ring                         | Chi è il vero assassino    | 17 luglio 2018  | 19 ottobre 2021   |

## Koji l'assassino
- Titolo originale: Koji the Killer
- Diretto da: Scott Smith
- Scritto da: Garry Campbell

### Trama
- Ascolti Canada: telespettatori

## L'astronauta e il Re Leone
- Titolo originale: The Astronaut & The Lion King
- Diretto da: James Dunnison
- Scritto da: Ken Cuperus

### Trama
- Ascolti Canada: telespettatori

## Una scrivania per Carter
- Titolo originale: The Farmhand Who Bought the Farm
- Diretto da: Scott Smith
- Sceneggiatura da: Jenn Engels

### Trama
- Ascolti Canada: telespettatori

## Pistole da duello
- Titolo originale: Harley's Got a Gun
- Diretto da: Scott Smith
- Scritto da: Larry Bambrick e Garry Campbell

### Trama
- Ascolti Canada: telespettatori

## Pigmalione
- Titolo originale: Pig, Man, Lion
- Diretto da: James Dunnison
- Scritto da: Garry Campbell e Wil Zmak

### Trama
- Ascolti Canada: telespettatori

## Matrimonio esplosivo
- Titolo originale: The Flood
- Diretto da: Scott Smith
- Scritto da: Garry Campbell

### Trama
- Ascolti Canada: telespettatori

## Kiki-Loki
- Titolo originale: Kiki-Loki
- Diretto da: Gail Harvey
- Scritto da: Larry Bambrick e Garry Campbell

### Trama
- Ascolti Canada: telespettatori

## Omicidio in diretta
- Titolo originale: Voiceover
- Diretto da: Rich Newey
- Scritto da: Garry Campbell e Wil Zmak

### Trama
- Ascolti Canada: telespettatori

## Campeggio col morto
- Titolo originale: Happy Campers
- Diretto da: Gail Harvey
- Scritto da: Garry Campbell e Jenn Engels

### Trama
- Ascolti Canada: telespettatori

## Chi è il vero assassino
- Titolo originale: The Ring
- Diretto da: Rich Newey
- Scritto da: Garry Campbell

### Trama
- Ascolti Canada: telespettatori